# Metasequoia occidentalis
Espèce
Classification phylogénétique
Metasequoia occidentalis est une espèce fossile de Metasequoia de la famille des Cupressaceae dont on trouve les fossiles dans l'hémisphère nord. La seule espèce vivante du genre est Metasequoia glyptostroboides, arbre originaire de Chine.

## Description
Metasequoia occidentalis est une plante à feuilles caduques. Le feuillage est constitué de rameaux à feuilles opposées. Les feuilles ont une forme ovale à linéaire, allant de 6 à 25 mm de longueur et de 1 à 2 mm de largeur, avec une nervure médiane distincte, une base pétiolée et une extrémité pointue. Les cônes porteurs de graines sont globuleux à ovoïdes, de 11 à 40 mm de long et de 6 à 34 mm de large, avec des écailles triangulaires bien disposées, et sont portés par de longues tiges sans feuilles. Les graines ont deux ailes, sont ovoïdes ou cordées et atteignent 5 mm de long et 4 mm de large. Les cônes pollinifères sont petits, globuleux à ovoïdes, mesurent 1 à 5 mm de long et 0,5 à 4 mm de large et sont disposés de manière opposée sur des tiges spécialisées comportant un cône terminal.

## Âge et répartition
On trouve les fossiles de Metasequoia occidentalis du Cénomanien. Dès la période tertiaire, il est un constituant majeur des forêts de plaine et de marécage dans les régions septentrionales du Pacifique et les régions polaires, où il coexistait couramment avec Glyptostrobus europaeus. On trouve les fossiles de Metasequoia occidentalis aux États-Unis, au Canada, en Russie, en Chine, au Japon, au Groenland et au Svalbard, mais la plante semble avoir été rare ou absent dans la plupart des pays européens.